# Harvey Mason

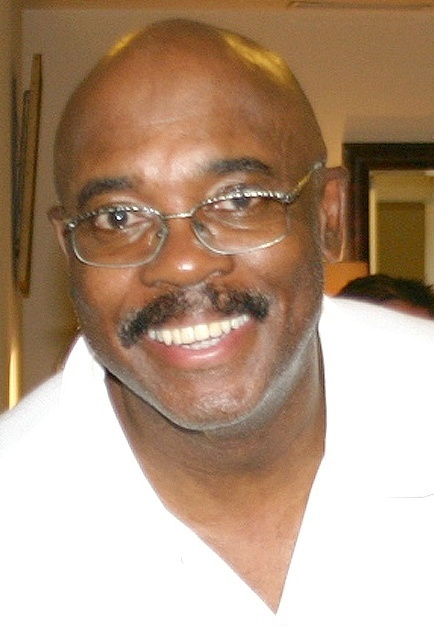
Harvey Mason (Singapore, 2004)

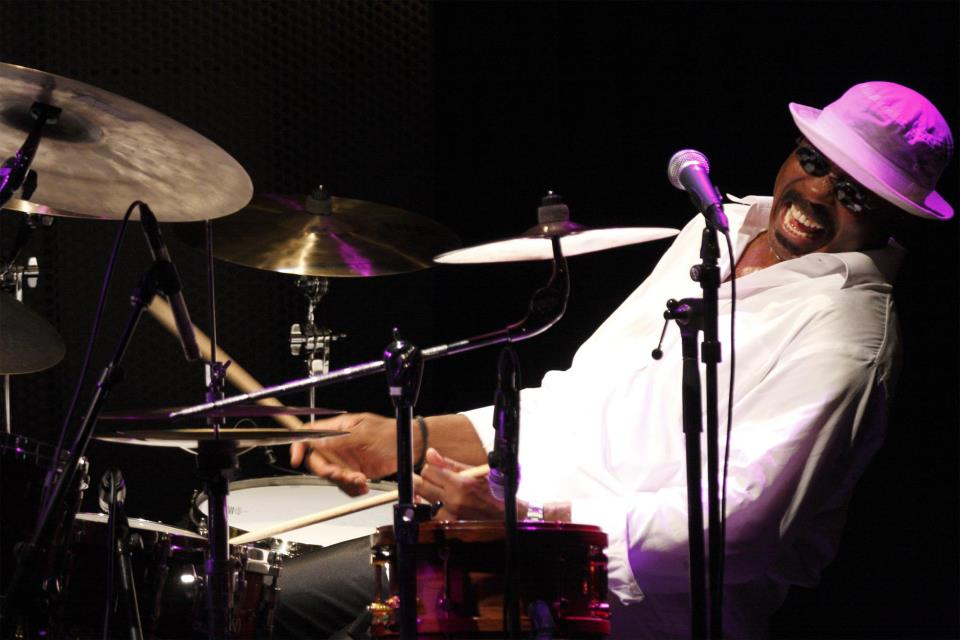
Harvey Mason (2013)

Harvey William Mason (* 22. Februar 1947 in Atlantic City, New Jersey) ist einer der am meisten beschäftigten amerikanischen Jazz- und Studiomusiker (Schlagzeug, Piano). Als Schlagzeuger arbeitete er in den unterschiedlichsten Genres, vom Fusion und Mainstream Jazz bis hin zu stilistisch unterschiedlichen Künstlern wie The Notorious B.I.G., Carlos Santana, Barbra Streisand, James Brown, Henry Mancini, Sérgio Mendes und dem London Symphony Orchestra.

## Leben und Wirken
Mason begann mit vier Jahren Schlagzeug zu spielen. In seiner Jugend spielte er im Wonder Garden Club seiner Heimatstadt. Am Berklee College of Music studierte er Drums und Komposition sowie parallel Musikerziehung am New England Conservatory. 1970 begleitete er Erroll Garner, mit dem er auch in Europa unterwegs war, danach trat er 1970/71 mit George Shearing auf; er spielte dann bei  Jan Hammer und George Mraz. Dann zog er nach Los Angeles, wo er als Studiomusiker für Film und Fernsehen tätig war. So war er an der Erkennungsmelodie der TV-Serie Die Straßen von San Francisco beteiligt. 1973 war er Mitglied der The Headhunters um Herbie Hancock, mit dem er „Chameleon“ schrieb. Mitte der 1970er-Jahre wirkte er an Einspielungen von Grover Washington (Mister Magic, 1974), Quincy Jones, Donald Byrd (Black Byrd, Stepping Into Tomorrow 1974), Gerry Mulligan, Freddie Hubbard und Lee Ritenour mit. Weiter gehörte er  kurz dem Duke Ellington Orchestra an. Daneben leitete er eigene Gruppen und präsentierte unter eigenem Namen 1975 das Album Marching in the Streets. Mit seinen eigenen Bands trat er auch auf dem North Sea Jazz Festival auf und tourte in den Vereinigten Staaten.  Auch war er mit John McLaughlin auf Europa-Tournee (1981).
Mit Bob James, Nathan East und  Lee Ritenour bzw. Larry Carlton bildete Mason die Gruppe Fourplay, die 1991 ihr gleichnamiges Debütalbum vorlegte und dann ihren Smooth Jazz auf  Between the Sheets (1993), Elixir (1995), Four (1998), Snowbound (1999) und Yes, Please (2000) präsentierte. 
Als Studiomusiker wirkte Mason an Aufnahmen von stilistisch so unterschiedlichen Musikern wie  Gunther Schuller, George Benson (Breezin’), Charlie Shoemake, Bill Watrous, Dave Grusin, John Klemmer, Victor Feldman, Sadao Watanabe, Bobbi Humphrey, Carmen McRae, Chet Baker, Earl Klugh, Hubert Laws, Joe Pass, Ron Carter, Joe Williams, Diane Schuur, Jimmy Smith oder den Singers Unlimited mit.

## Preise und Auszeichnungen
2002 wurde Mason mit dem Smooth Jazz Award als bester Schlagzeuger ausgezeichnet. Viermal hat ihn die Fachzeitschrift Modern Drummer in ihrer Studiomusiker-Kategorie mit dem ersten Platz ausgezeichnet.

## Diskografie (Auswahl)
- Marching in the Street (1975)
- Earth Mover (1976)
- Funk in a Mason Jar (1977)
- World Class (1981)
- Ratamacue (1996)
- Chameleon (Concord, 2014), u. a. mit Matthew Stevens

## Lexigraphische Einträge
- Leonard Feather, Ira Gitler: The Biographical Encyclopedia of Jazz. Oxford University Press, New York 1999, ISBN 0-19-532000-X.
- Martin Kunzler, Jazz-Lexikon Bd. 2: M-Z. Reinbek 2002; ISBN 3-499-16513-9.